# Gore (альбом)
Gore  (рус. Свернувшаяся кровь) — восьмой студийный альбом американской альтернативной метал-группы Deftones, выпущенный 8 апреля 2016 года на лейбле Reprise Records. Альбом был тепло встречен критиками и дебютировал на первом месте в Новой Зеландии и главных хит-парадах Австралии, а также занял второе место в Billboard 200. Это пятый по счёту альбом, который вошёл в первую 10-ку и является самым успешным наряду с их одноимённым альбомом 2003 года.
В альбоме заметно творческое напряжение между Чино Морено и Стивеном Карпентером, как позже описал музыкальный журнал Rolling Stone фронтмена Чино «Моррисси, который играет с гитаристом из Meshuggah».

## Об альбоме
В марте 2014 года Чино Морено участвует в гастрольном туре совместно со своим новым сайд-проектом Crosses в поддержку их одноимённого альбома, пока остальные участники группы Deftones приступили к работе над продолжением их седьмого студийного альбома 2012 года Koi No Yokan. Группа также сообщила, что они намерены записать новый альбом в конце 2014 начале 2015 годов.

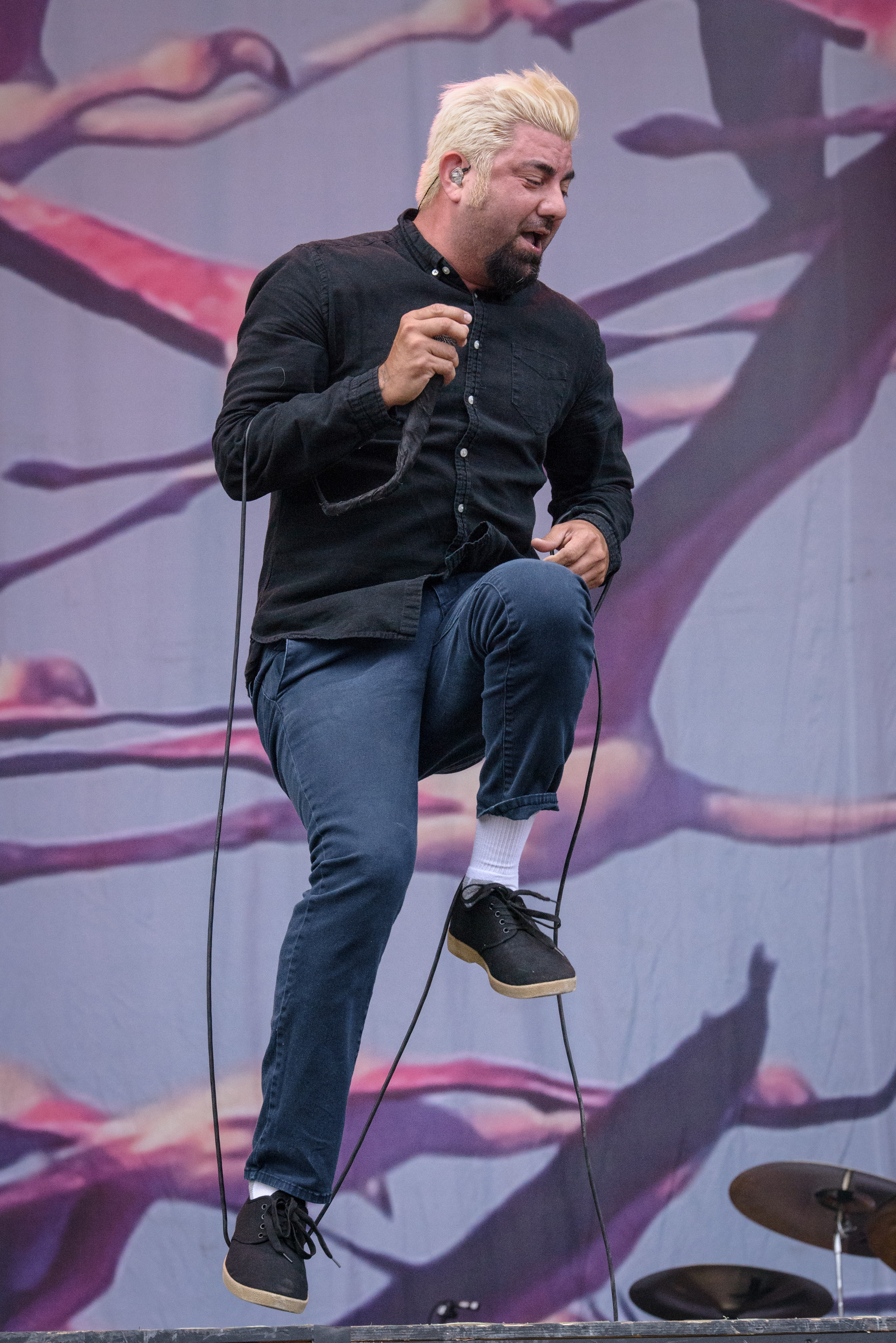
Чино Морено на живом выступлении Rock am Ring в 2016 году

В конце февраля 2015 года после того, как группа закончила запись ударных для нового альбома, Чино сообщил журналу Rolling Stone, что Deftones сочинили 16 песен и что трассировка будет выполнена, как ожидается, в конце марта. Также Чино охарактеризовал альбом как «немного более пьянящая запись»

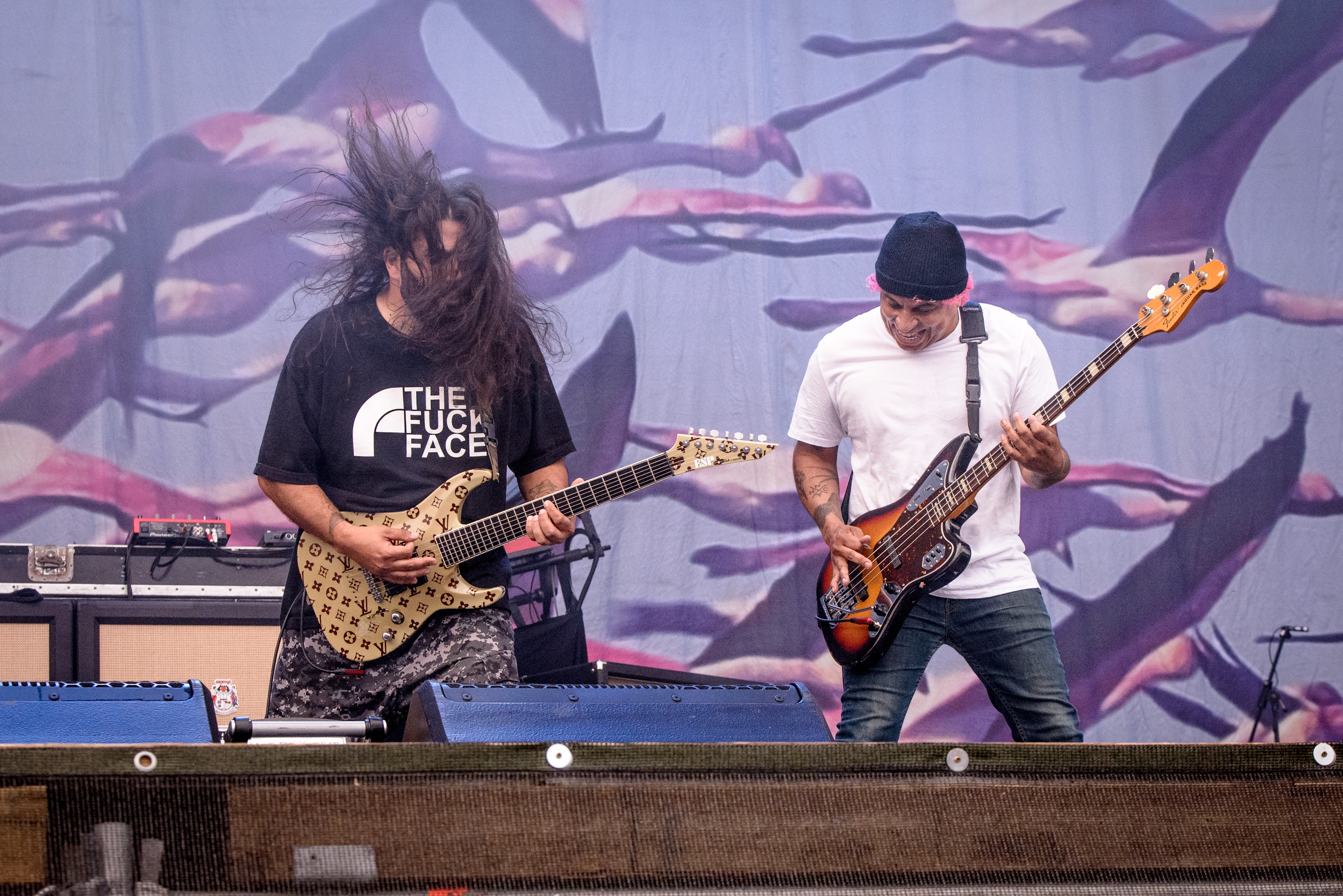
Стивен Карпентер и Серхио Вега на живом выступлении Rock am Ring в 2016 году

Стивен Карпентер высказался, что в начале было очень трудно передать атмосферу альбома, сравнивая ощущения от песни «Hearts/Wires» с серийным убийцей: 

Мне пришлось обнять моего сумасшедшего насильника внутри себя и примерить на себе его роль.
 Несмотря на творческие разногласия, участники группы отметили общий характер альбома и обдумывали напряжённость между различными музыкальными стилями, чтобы он был более интенсивным. Для записи альбома басист Сержио Вега использовал 6-струнную бас-гитару, что помогло группе сдвинуться в новую звуковую область. В записи песни «Phantom Bride» принял участие известный участник американской рок-группы Alice in Chains Джерри Кантрелл, исполнив гитарное соло в середине песни.
15 мая 2015 года в интервью журнала Kerrang! Чино по поводу альбома заявил, что «в песнях нового альбома присутствует многогранность настроений». Далее он пояснил, что это не «радостный альбом», но и «не совсем злой».

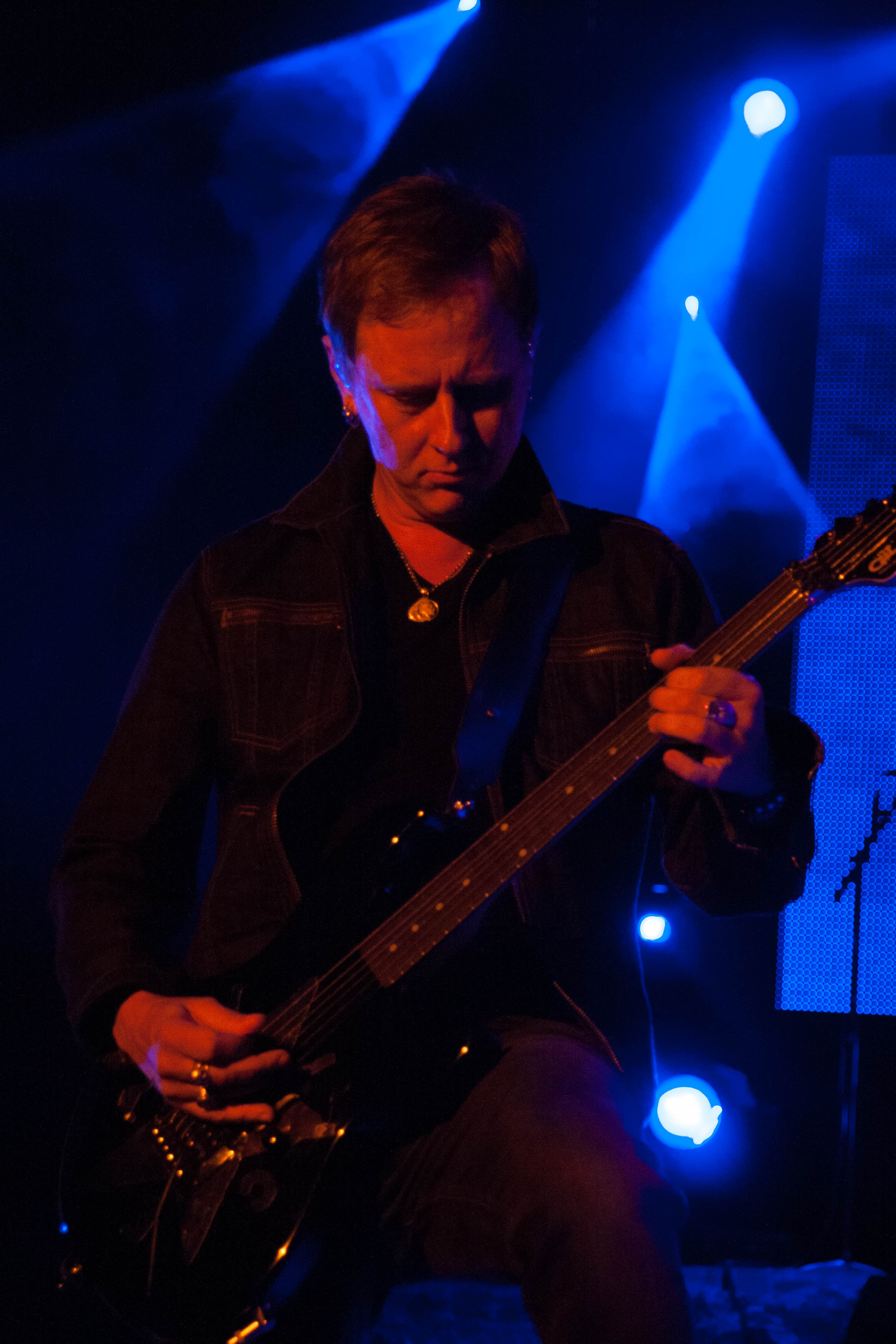
Джерри Кантрелл

Изначально релиз альбома был предварительно запланирован на 25 сентября 2015 года, но позже релиз был отклонён на конец ноября, чтобы окончательно смикшировать музыку, придумать название альбома и названия песням. 26 октября 2015 года барабанщик Эйб Каннингем пояснил, что группа всё ещё работает над микширование, обложкой альбома и названиями песен, и что новый альбом выйдет в первой половине 2016 года. 22 января 2016 года, во время интервью проведённого на NAMM Show 2016, Стивен Карпентер сообщил, что дата выхода нового альбома 8 апреля 2016 года.

## Список композиций
Все тексты написаны Чино Морено, вся музыка написана Deftones.
| №   | Название                                   | Перевод                                       | Длительность |
| --- | ------------------------------------------ | --------------------------------------------- | ------------ |
| 1.  | «Prayers/Triangles»                        | Богомольники/Треугольники                     | 3:38         |
| 2.  | «Acid Hologram»                            | Кислотная голограмма                          | 4:06         |
| 3.  | «Doomed User»                              | Конченный наркоман                            | 4:27         |
| 4.  | «Geometric Headdress»                      | Геометрическая причёска                       | 3:29         |
| 5.  | «Hearts/Wires»                             | Сердца/Проволоки                              | 5:20         |
| 6.  | «Pittura Infamante»                        | с итал. Печально известная картина            | 4:04         |
| 7.  | «Xenon»                                    | Ксенон                                        | 3:17         |
| 8.  | «(L)MIRL»                                  | аббр. фраз. Давай встретимся в реальной жизни | 5:02         |
| 9.  | «Gore»                                     | Свернувшаяся кровь                            | 4:59         |
| 10. | «Phantom Bride» (при уч. Джерри Кантрелла) | Призрачная невеста                            | 4:53         |
| 11. | «Rubicon»                                  | Рубикон                                       | 4:58         |

## Участники записи
| Deftones - Чино Морено — вокал, ритм-гитара - Стивен Карпентер — соло-гитара - Серхио Вега — бас-гитара - Фрэнк Делгадо — клавишные, семплы - Эйб Каннингем — барабаны Приглашённый музыкант - Джерри Кантрелл — соло-гитара («Phantom Bride») | Производственный персонал - Мэтт Хайд — продюсер, звукорежиссёр, микширование - Хоуи Вайнберг — мастеринг - Джентри Стьюдер — мастеринг - Крис Рэйкстроу — звукорежиссёр - Джимми Фахей — ассистент звукорежиссёра - Мартин Прадлер — дополнительный звукорежиссёр - Роб Хилл — дополнительный звукорежиссёр - Фрэнк Мэддокс — арт-директор, дизайн, фотограф |

## Чарты
| Чарт (2016)                         | Позиция |
| ----------------------------------- | ------- |
| Австралия (ARIA)                    | 1       |
| Австрия (Ö3 Austria)                | 7       |
| Бельгия/Фландрия (Ultratop)         | 18      |
| Бельгия/Валлония (Ultratop)         | 28      |
| Канада (Canadian Albums Chart)      | 4       |
| Нидерланды (Album Top 100)          | 15      |
| Финляндия (Suomen virallinen lista) | 12      |
| Франция (SNEP)                      | 19      |
| Германия (Offizielle Top 100)       | 7       |
| Венгрия (MAHASZ)                    | 11      |
| Ирландия (IRMA)                     | 17      |
| Италия (Classifica album)           | 21      |
| Япония (Oricon)                     | 43      |
| Новая Зеландия (RMNZ)               | 1       |
| Норвегия (VG-lista)                 | 32      |
| Польша (ZPAV)                       | 37      |
| Португалия (AFP)                    | 11      |
| Швеция (Sverigetopplistan)          | 39      |
| Швейцария (Schweizer Hitparade)     | 10      |
| Великобритания (UK Albums Chart)    | 5       |
| US Billboard 200                    | 2       |